# Lech Feszler
Lech Zbigniew Feszler (ur. 5 września 1946 w Bielsku Podlaskim) – polski polityk, urzędnik i samorządowiec, senator IV kadencji.

## Życiorys
Po maturze od 1964 studiował na Wydziale Filologiczno-Historycznym Wyższej Szkoły Pedagogicznej w Opolu. Przerwał studia z przyczyn rodzinnych, po czym pracował w prezydium Powiatowej Rady Narodowej oraz Terenowym Zespole Usług Projektowych w Bielsku Podlaskim. W 1970 został absolwentem technikum budowlanego, a pięć lat później uzyskał uprawnienia zawodowe. Był następnie zatrudniony w Wojewódzkim Zarządzie Inwestycji Rolniczych w Łomży. W 1997 skończył studia z zakresu administracji w Centrum Studiów Samorządu Terytorialnego i Rozwoju Lokalnego na Uniwersytecie Warszawskim.
W latach 80. był działaczem „Solidarność”, jednym z liderów związku w województwie łomżyńskim. W stanie wojennym został internowany na okres około trzech miesięcy. Po zwolnieniu kontynuował działalność opozycyjną, m.in. w zakresie drukowania i kolportażu ulotek, rozprowadzania wydawnictw drugiego obiegu, organizowania wyjazdów na msze za ojczyznę. Był inwigilowany przez służby specjalne PRL, a w 1987 z przyczyn politycznych został zwolniony z pracy. Zatrudniony następnie w Zespole Usług Projektowych w Zambrowie, gdzie w 1988 reaktywował jawną komisję zakładową „Solidarności”.
W 1989 został przewodniczącym Komitetu Obywatelskiego w Zambrowie, a następnie pracownikiem biura poselskiego OKP w Łomży. Od 1990 do 1998 pełnił funkcję burmistrza Zambrowa. Był senatorem IV kadencji z ramienia Akcji Wyborczej Solidarność (1997–2001), a w latach 1998–2002 radnym powiatu zambrowskiego. W 2001 przeszedł do Platformy Obywatelskiej, stając się pierwszym pełnomocnikiem tego ugrupowania w województwie podlaskim.
W 2003 zatrudniony w Najwyższej Izbie Kontroli, w związku z czym wycofał się z bieżącej polityki.
W 2016 prezydent Andrzej Duda odznaczył go Krzyżem Wolności i Solidarności.